# 太陽がいっぱい (光GENJIの曲)
「太陽がいっぱい」（たいようがいっぱい）は、日本の男性アイドルグループである光GENJIの楽曲。同グループの7枚目のシングルとして、1989年7月20日にポニーキャニオンからリリースされた。

## 制作
楽曲を提供した大江千里は、同年にリリースされたアルバム『Hey! Say!』に収録されている楽曲「出逢い」を手がけており、シングル楽曲としては初となった。
2003年にリリースされたアルバム『home at last〜Senri Sings Senri〜』に大江によるセルフカバーが収録されている。

## パフォーマンス
歌番組やコンサートで披露する際には毎回様々なアレンジが施され、CDシングルに入っていない歌詞やシャウト、曲構成、歌割りの変更などが頻繁に見られた。その一部がアルバム『ふりかえって…Tomorrow』に収録されている。
同年に放送された『第40回NHK紅白歌合戦』に2年連続で出場し、表題曲を披露した。なお、この時オリジナルにはない歌詞が冒頭に追加されており、そちらは音
源化されていない。

## アートワーク
シングルジャケットは全部で8形態あり、1989年7月20日から8月31日までの毎週木曜日に、ジャケットデザインだけが違うシングルがリリースされた（全7形態）。7インチレコードは3つ折り仕様で、うち1面はメンバーのうち1名のポートレイト、1面はそのメンバーからの手書きメッセージ（印刷）になっているため、7形態集めるとメンバー7人全員のポートレートが入手できた。CTと8cmCDには同様にメンバー1名のポートレートとメッセージが両面印刷されたフォトカードが封入され、10月28日には、カップリング曲である「時をこえたフェスティバル」をメインタイトルとした別ジャケットがリリースされた。

## 記録
オリコンのシングルチャートで初登場週を含め5週間1位を獲得、1989年度の年間チャートでも4位を獲得している。シングルの売上（出荷）枚数は公称で90万枚。

### 音楽祭受賞歴
| 年     | 音楽賞                        | 結果                              | 出典  |
| ------ | ----------------------------- | --------------------------------- | ----- |
| 1989年 | 第15回日本テレビ音楽祭        | 大賞                              |       |
| 1989年 | 第15回全日本歌謡音楽祭        | 大賞                              |       |
| 1989年 | 第20回日本歌謡大賞            | 大賞                              |       |
| 1989年 | 第18回FNS歌謡祭               | 大賞                              |       |
| 1989年 | 第31回日本レコード大賞        | 金賞                              | [ 6 ] |
| 1990年 | 第4回日本ゴールドディスク大賞 | ベスト5シングル・オブ・ザ・イヤー | [ 7 ] |

## 収録曲
※8形態共に、収録曲は同一となっている。
| #         | タイトル                     | 作詞       | 作曲      | 編曲      | 時間 |
| --------- | ---------------------------- | ---------- | --------- | --------- | ---- |
| 1.        | 「太陽がいっぱい」           | 大江千里   | 大江千里  | 中村哲    | 5:21 |
| 2.        | 「時をこえたフェスティバル」 | 白峰美津子 | 三谷泰弘  | 椎名和夫  | 3:21 |
| 合計時間: | 合計時間:                    | 合計時間:  | 合計時間: | 合計時間: | 8:42 |

| #         | タイトル                                           | 作詞       | 作曲      | 編曲      | 時間  |
| --------- | -------------------------------------------------- | ---------- | --------- | --------- | ----- |
| 1.        | 「太陽がいっぱい」                                 | 大江千里   | 大江千里  | 中村哲    | 5:21  |
| 2.        | 「時をこえたフェスティバル」                       | 白峰美津子 | 三谷泰弘  | 椎名和夫  | 3:21  |
| 3.        | 「太陽がいっぱい」(オリジナル・カラオケ)           |            |           |           | 5:21  |
| 4.        | 「時をこえたフェスティバル」(オリジナル・カラオケ) |            |           |           | 3:21  |
| 合計時間: | 合計時間:                                          | 合計時間:  | 合計時間: | 合計時間: | 17:24 |

## 販売形態
※8形態ともに規格品番は、リリース日とジャケットデザインは異なるが、7インチレコードと8cmCD、CTそれぞれ同一である。
| 規格            | 発売日        | リリース         | 品番      |
| --------------- | ------------- | ---------------- | --------- |
| 7インチレコード | 1989年7月20日 | ポニーキャニオン | 7A 1019   |
| CT              | 1989年7月20日 | ポニーキャニオン | 7P 10036  |
| 8cmCD           | 1989年7月20日 | ポニーキャニオン | S7A 11034 |

## メディアでの使用
| # | 曲名                         | タイアップ                                        | 出典 |
| - | ---------------------------- | ------------------------------------------------- | ---- |
| 2 | 「時をこえたフェスティバル」 | フジテレビ幼児教育番組『ひらけ!ポンキッキ』挿入歌 |      |

## カバー
| 曲名               | アーティスト | 収録作品                              | 発売日        | 備考         |
| ------------------ | ------------ | ------------------------------------- | ------------- | ------------ |
| 「太陽がいっぱい」 | 大江千里     | 『home at last〜Senri Sings Senri〜』 | 2003年12月3日 | セルフカバー |